# Oh Se-hun (calciatore)
Oh Se-hun (오세훈?; Ulsan, 15 gennaio 1999) è un calciatore sudcoreano, attaccante del Machida Zelvia.

## Caratteristiche tecniche
È attaccante di piede mancino, che ricopre la posizione di centravanti. È bravo nell'interpretare le intenzioni dei suoi compagni di squadra, inoltre vanta un buon senso della posizione, ha fiuto per l'assist, ed è un discreto finalizzatore che non si affida solo al sinistro ma che usa pure il piede destro, è capace di segnare anche di testa, oltre a essere un bravo rigorista.

## Carriera

### Club

#### Ulsan Hyundai e Asan Mugunghwa
Nel 2018 esordisce nella prima divisione sudcoreana con l'Ulsan Hyundai, nella sconfitta per 2-0 contro il Jeonbuk Motors, giocherà anche una partita nella Champions League asiatica nel pareggio per 2-2 con la squadra giapponese del Kawasaki Frontale. L'anno seguente viene ceduto in prestito in seconda divisione all'Asan Mugunghwa, dove gioca stabilmente da titolare, sengnando sette reti in tutta la stagione, il primo nella vittoria contro i Jeonnam Dragons infatti sarà autore della rete del 3-0, inoltre aprirà le marcature nella vittoria per 3-1 contro il Seoul E-Land, e segnerà un'altra rete contro il Ansan Greeners vincendo per 2-1.

#### Sangju Sangmu
Nel 2020 passa, sempre in prestito, al Sangju Sangmu, club di prima divisione. Segnerà la sua prima doppietta in campionato nella sconfitta per 4-2 contro il Pohang Steelers, segnerà il gol del temporaneo vantaggio contro l'Incheon United nel pareggio per 1-1, infine farà un altro gol nella vittoria per 2-0 ai danni del Gimcheon Sangmu.

#### Ritorno allo Ulsan Hyundai
Nel 2021 torna a giocare per lo Ulsan Hyundai, durante la AFC Champions League segna il gol del 3-0 sconfiggendo il Viettel, e con lo stesso risultato si conclude la partita vinta contro il Kaya dove Se-hun mette a segno due reti. Nel campionato sudcoreano segna sette gol, sigla una rete sconfiggendo per 2-1 il Pohang Steelers, segna il gol del 2-0 battendo il Daegu, è autore di un gol sconfiggendo sia il Suwon City che l'Incheon United con il risultato di 3-2, inoltre segna una doppietta vincendo per 3-1 contro il Jeju United.

#### Shimizu S-Pulse e Machida Zelvia
Si trasferisce in Giappone vestendo la maglia dello Shimizu S-Pulse giocando nella prima divisione giapponese, segna il suo primo gol pareggiando contro il Gamba Osaka per 1-1, tuttavia la squadra viene retrocessa in seconda divisione, dove segna due reti, la prima battendo per 2-1 il Tokyo Verdy e la seconda sconfiggendo per 3-0 il Zweigen Kanazawa, mentre nella Coppa J. League segna un gol vincendo contro il Kawasaki Frontale. Viene poi ceduto in prestito al Machida Zelvia da poco promosso alla J1 League, segnando con un colpo di testa il gol del 2-1 battendo l'FC Tokyo, un'altra rete la segna nella vittoria per 2-0 contro il Kashiwa Reysol, inoltre con una doppietta contribuisce a battere il Sagan Tosu per 3-1.

### Nazionale
Viene convocato nella nazionale della Corea del Sud Under-17, giocando nella coppa del mondo nel Cile 2015, segnando una sola rete, contro la Guinea, entrando in partita nei minuti di recupero del secondo tempo, sbloccando il risultato segnando la rete che permetterà di vincere di misura per 1-0.
Giocherà con la Nazionale Under-19 nel campionato asiatico di calcio giovanile, con un suo assist vincente Jeon Se-jin segna nei quarti di finale il gol del 1-0 vincendo contro il Tagikistan. In Nazionale Under-20 giocherà nel Mondiale in Polonia ottenendo l'argento, segnando la sua prima rete nel torneo nella vittoria per 2-1 sconfiggendo l'Argentina, si rivelerà determinante agli ottavi di finale segnando il gol che permetterà di vincere di misura per 1-0 contro il Giappone, invece la partita contro il Senegal ai quarti di finale finirà 3-3 e ai rigori sarà la Corea del Sud a ottenere la vittoria, Oh Se-hun segnerà il rigore vincente del 3-2.
Otterrà la convocazione nella Nazionale Under-23 giocando e vincendo la Coppa d'Asia Under-23 nell'edizione 2020, sarà l'uomo partita nella vittoria contro l'Uzbekistan per 2-1 segnando una doppietta.
Il 15 ottobre 2024 realizza la sua prima rete per la nazionale maggiore nel successo per 3-2 contro l'Iraq.

## Palmarès
- Coppa d'Asia AFC Under-23

2020